# Moda između dva svetska rata 1918-1941. u Srbiji
Moda u Srbiji, u tadašnjoj Kraljevini SHS išla je u korak sa svetskom modom sve do druge polovine tridesetih godina XX veka. Velika ekonomska kriza, koja je pogodila čitav svet, odrazila se na način odevanja i na to da su Beograđanke zaostajale po šest meseci ili jednu sezonu za aktuelnim modnim dešavanjima.
Posmatrajući sa aspekta umetnosti moda se ispoljava kroz imitiranje odevnih umetničkih formi i stilova. Važan uticaj imali su kubisti – Žorž Brak, Pablo Pikaso, Sigmund Frojd i otkriće Tutankamonove grobnice, što se odrazilo na garson stil.

### Modni saloni, ilustrovani časopisi i žurnali
U Srbiji dvadesetih godina XX veka, tačnije u Beogradu, postojalo je više modnih salona za koje se smatralo da su na evropskom nivou. Takvi saloni nalazili su se na prestižnim lokacijama. Posle Prvog svetskog rata vlasnici tih salona išli su u korak sa poslednjom pariskom modom. Jedna stara izreka je glasila: "Kada u Parizu pada kiša u Beogradu se otvaraju kišobrani". Iz nje se može zaključiti koliki je uticaj imao Pariz kao vodeći modni centar, na pripadnike najviših društvenih slojeva Srbije a posebno na Beograd, uostalom kao i na sve svetske metropole. Beograđani viših slojeva snabdevali su se pored Pariza i u Londonu, a ređe u Beču i Berlinu.
Pariske modne kuće predstavljale su svoje kolekcije početkom svake modne sezone (u januaru, aprilu, avgustu i novembru). Tada su u Pariz dolazili kupci iz celog sveta i birali modele, s pravom da ih kopiraju u svojim salonima, ili da ih, pojednostavljene, konfekcijski proizvode. Prestižni Beogradski trgovci i vlasnici krojačkih salona su već nakon 15 dana sve to predstavili Beograđanima. Kao i svuda u svetu, tako i u Srbiji, u formiranju ukusa i tadašnjeg modnog diktata imala je uticaj domaća i strana štampa. Sve bolje snabdevene knjižare imale su veliki izbor stranih modnih žurnala, kao što su: La žarden des mod (Le Jardin des Modes), na koji je bila pretplaćena kneginja Olga (časopis je počeo da izlazi 1921.), omiljena Femina (Femina, jedan od najznačajnijih francuskih modnih žurnala, 1901—1939), čije su korice predstavljale vrhunska ostvarenja ar dekoa. – o popularnosti ovog žurnala svedoči i činjenica da se nekoliko beogradskih salona upravo tako zvalo, kao salon Ilonke Vajnerberg, koji je otvoren 1931. godine u Ulici Kneginje Ljubice 9 – zatim Vog (Vogue, izlazi od 1892. godine, a francusko izdanje od 1920, korice su radili najbolji svetski dizajneri), i mnogi drugi časopisi kao što je ugledni berlinski Di dame (Die Dame), koji je krajem tridesetih godina čitala kraljica Marija (izlazio je od 1912. do 1943. godine).
Posle Prvog svetskog rata nastavlja se gotovo stogodišnja tradicija da i oni manje imućni u našim dnevnim i nedeljnim listovima, mogu zaviriti u modne strane, gde su se nalazili saveti u kojim prilikama se nose kakve toalete, zatim, izveštaji sa modnih revija, oglasi trgovina i modnih salona. Krajem dvadestih godina uvedene su strane gde su se objavljivale modne ilustracije i crteži . U nekim od tih časopisa mesto su nalazile i fotografije holivudskih zvezda koje su pratili komentari njihove odeće.
Film i moda su bile neke od omiljenih tema međuratnih generacija. Tokom 1927. i 1928. godine, Vojin M. Đorđevic je izdavao list "Film i moda", koji je izlazio svake srede, i kako piše u zaglavlju, pratio "filmski život, modu, sport, teatar, vajare i savremene senzacije".
Ilustrovani list "Žena i svet" koji je izlazio u Beogradu od 1925. do 1941. Godine, osnovan je sa idejom da približi modu ženama svih društvenih slojeva. Ono po čemu se ovaj žurnal razlikovao od ostalih, bilo je to što je omogućavao ženama iz nižih društvenih slojeva da ostanu u modi i pored teške ekonomske situacije, jer je pored korisnih praktičnih saveta sadržao šnitove i krojne arkove. Uz pomoć njih, čitateljke su same mogle sašiti odeću za sebe i svoju decu. Kasnije, izlazila su slična izdanja, npr. „Ženski svet“ i „Moda“, dok je „Moda u slici i reči“ bio jedini list koji je prikazivao isključivo modele beogradskih salona i trgovina i sve modne kreacije naše domaće radinosti.

### Ženska moda dvadesetih godina XX veka
Društvene, kulturne, političke i ekonomske promene turbulentno su obeležile period stvaranja novih modnih pravaca dvadesetih i tridesetih godina prošlog veka. Emancipacija žena dovodi do oslobadjanja svih stega i stvaranja novih sistema vrednosti.
Jedna od prvih žena koja nosi pantalone, seče kosu i odbacuje korset je čuvena Koko Šanel. Ona će najviše uraditi na emancipaciji žene i slobodi mode i postati i najuticajnija žena u modi celog XX veka. Pod njenim uticajem žena je jaka, mišićava, muškobanjasta. Moćna koliko i muškarac.
Garson stil bio je proizvod navedenih dešavanja. Predstavnici ovog stila bili su Koko Šanel i Žan Patu. Stil je naglašavao dečački izgled, svedenu ravnu siluet kao odliku izgleda savremene emancipovane žene. Haljina je pojednostavljenih linija, bez suvišnih detalja i isticanja oblina tela, sa linijom struka koj je spuštena prema bokovima. Pod uticajem novih muzičkih pravaca, džeza i čarlstona, pojavila se potreba da se jednostavnost dnevne odeće prenese i na večernju toaletu. One su se izradjivale od skupocenih materijala, sa velikim rukavskim izrezima, dekolteima na leđima, pojasom spuštenim do bokova i dužinom koja je najpre bila do članaka, koja će se do 1928. skratiti do kolena. Jednostavnost u kroju večernje haljine dopunjavane su ešarpama, faltama i gloknama na donjim delovima toalete. 1925. garson stil postiže vrhumac u svojoj strogoj i ravnoj liniji.
Veliki preokret dešava se 1929. godine, kada se u večernju toaletu vraća ženstvenost. Suknja postaje duža, a struk, iako i dalje spušten, bio je bliži svom prirodnom mestu. Posebno moderna bila je jedna varijanta princes haljine, uske do bokova i široke u donjem deluI i rubom nejednake dužine. Takozvanim kosim krjenjem, ova nova moda izlazi iz mogućnosti kućne, amaterske izrade. Haljine su dobile opušteniju liniju sa naglaskom na obnaženim ledjima. Dužina sukanja je sve kraća da bi se 1927. našla do dna kolena.
Boje su svetle a materijali lakši i prijatniji nego ikad pre. Dizajneri su se igrali bojama tkanina, dezenima i teksturama. Postojala su dva važna etnička uticaja na materijale i štampu. Jedan je kineski uticaj sa kimono stilom, materijal je vežena svila a boja crvena. Otkriće Tutankamonove grobnice dovodi do popularizacije egipatske mode i aksesoara, a zmija narukvica koja okružuje narlaktice postaje must have.

### Ženske frizure, šeširi i saloni u Beogradu
Kada je ženska frizura u pitanju, Beograđanke su posle Prvog svetskog rata i dalje negovale svoje duge kose koje su bile odlika ženstvenosti prošlog perioda skupljajući ih u punđu. Šeširi i kape su bili obavezni, ličili su na predratne, sa visokim i širokim kalotama, ukrašeni trakama porupčićima, obiljem perja, šlajerima i aplikacijama. Može se reći da su omiljeni bili oni koji su podsećali na troroge šešire. Za večernje izlaske u modi su bile tijare, perje, raskošni turbani, svilene trake obavijene oko čela ili španski češljevi.
Karakteristična kratka, dečačka frizura ("bubikopf") i "kloš" šeširi bili su simbol dvadesetih godina XX veka, tačnije od zime 1923. pa sve do 1929, upadljivi elementi "garson" stila. Čvrst šeširić, visoke kalote i uskog oboda, nošen navučen do obrva, pokrivajući uši i kratko podšišanu frizuru, "kloš" šešir će se u narednih nekoliko godina ukrašavati na razne načine istim onim detaljima kao i svi drugi šeširi. Osim šešira nošene su i toke koje su bile drapirane, jako priljubljene uz glavu i čelo, a leti šeširi širokog oboda i visoke kalote (kapelini - kaplen), kao i turbani i berete. Pariz je 1926. godine lansirao perike u boji od aluminijumskih i zlatnih niti, svilene i metalne.
Godine 1929. nije više bila tako interesantna glatka "bubikopf" frizura, vraća se polako nešto duža i ondulirana kosa. Talasasta kosa bila je u modi. Promenom frizure usledile su promene u obliku šešira. Novi izgled kapa i šešira otkrivao je čelo, a u zadnjem delu je bio tako proširen da je pokrivao vrat. Počeli su da se nose i "direktoar" šeširi, sa spreda istaknutim i proširenim obodom, kao i koso krojene kape i šeširi, koji sve više otkrivaju talasastu frizuru. Istovremeno u večernjim prilikama kapa "kaciga" je skrivala kosu, uši i čelo dame koja je nosi. Pri bavljenjem sportom, bere je postao nezaobilazan.
Između dva svetska rata bilo je nezamislivo da dobro odgajena dama već od petnaeste godine ne nosi šešir. Šešir je bio obavezan prilikom svakog izlaska ne samo prilikom svečanih večernjih izlazaka. "U izboru šešira nije bilo lako odabrati pravi. On je morao da zadovolji više zahteva: da mora da ima modern liniju, da bojom oblikom i detaljima ističe ono najlepše na licu, da svojom dimenzijom ne narušava proporcije figure, a da je pri tom u skladu sa odećom, obućom, tašnom, kaišem i rukavicama. Beograđanka je volela da menja šešire. Dobrostojeća bi u jednoj sezoni kupila i do osam, a žena prosečnih materijallnih mogućnosti i do tri šešira". "Originalni Šešir bio je skup: kupljen u ekskluzivnom salonu stajao je gotovo koliko i cipele za najsvečanije prilike izrađene po meri, takođe u prestižnom salonu". Šešir koji je kneginja Olga 31. 10. 1933.godine, kupila kod "Modes Gabi" stajao je 500 dinara, dok su cipele od srebrne kože, koje je poručila kod "Lektresa" mesec dana ranije, plaćene 550 dinara.
U Beogradu je bilo dosta modisterijskih salona, kao i radnji u kojima su prodavani i šeširi. Prema podacima objavljenim u Izveštaju o radu Udruženja zanatlija za grad Beograd i srezove vračarski i posavski za 1939. godinu, u Beogradu je bilo 82 modisterijska salona.
Ređe su se prodavali oni doneseni iz Pariza, uglavnom su izrađivani po uzoru na one iz najnovijih ilustrovanih časopisa i žurnala. Materijal za izradu bila je slama na metar, svila, somot, bortni i raznih ukrasa, kao i filca nabavljenog u fabrici šešira u Ljubljani. Oni prestižniji odlazili bar dva do tri puta godišnje u Pariz kako bi nabavili, prodavali ili kopirali najnovije modele.
Modisti su imali i svoje strukovno udruženje, u okviru koga su rešavali zajedničke probleme. Tako je za kongres u Beogradu 1937.godine bila predviđena diskusija o razgraničavanju modiskog i šeširdžijskog zanata.
"Prva srpkinja koja je svršila Akademiju mode u Parizu (Academie Geurre), Ana Petrovićeva", otvorila je 1921. godine modisterijski salon u svom stanu, u Šafarikovoj ulici broj 4. Ona je nudila "na prodaju i izradu najelegantnije ženske šešire po najnovijoj pariskoj modi, uz umerene cene". Kasnije je Petrovićeva svoj salon premestila na prestižniju adresu, na Prestolonaslednikov trg 12.
Sredinom dvadestih godina na ceni su bili saloni "Blanš" Sigmunda Đorđa, na Prestolonaslednikovom trgu 11, "Olivera" Mice Đenadić, takođe na Prestolonaslednikovom trgu 45 kao i "Orao" Olge Milovanović, čiji su šeširi na međunarodnim izložbama u Parizu i Amsterdamu, 1928.godine, "odlikovani zlatnom medaljom i diplomom".
Tih godina osnovano je nekoliko salona, koji će svoj renome održati do Drugog svetskog rata. Vojislav Ercegovac je svoj prvi salon otvorio 1927. godine, u ulici kralja Ferdinanda 19 ( Ercegovac je počeo kao trgovački putnik, 1918.godine radeći za Milivoja Popova). Vremenom će otvoriti još četiri salona u Beogradu i po jedan u Nišu i Skoplju. Kod njega je bilo zaposleno četrdeset radnica i dva trgovačka putnika (jedan je iz inostransva i zemlje nabavljao repromaterijal, a drugi je letnju i zimsku kolekciju predstavljao po jugoslovenskim gradovima i primao porudžbine). Salon na Terazijama broj 40, otvoren 1932. godine, jedini je međuratni modisterijski salon koji i danas uspešno radi.

### Ženska moda tridesetih godina dvadesetog veka
Padom njujorške berze 1929. godine, vremena razigranih dvadesetih su završena. Velika ekonomska kriza, koja je pogodila čitav svet, prouzrokovala je menjanje sistema vrednosti, podizanje nacionalne svesti, težnju novim idealima, kosmopolitizmu, modernizmu i oživljavanju duha klasicizma. Zbog inflacije i teške materijalne situacije, moda u Beogradu počinje da kasni za jednu sezonu u odnosu na ostale velike Evropske gradove.
Sama promena u stilu, u odnosu na dvadesete godine je drastična. Nova silueta svodila se na naglašena ramena, struk koji se vratio na svoje mesto u odnosu na predhodni period i dužinu do sredine listova. U odnosu na garson stil koji je predstavljao stub predhodnog perioda, moda tridesetih postaje ženstvena i naginje luksuzu. Uniforma za dnevnu varijantu, ubrzo je postala haljina princes kroja u kombinaciji sa mantilom od iste tkanjine, dok su noćne toalete, menjajući dužinu od kolena do poda, bile jako raznolike. Tih godina na modnoj sceni postaju jako popularni bolero, pantalone, koje se uvode čak i u večernju toaletu, kao i suknja-pantalone. Haljine su bile bogato ukrašene: veštačkim cvetovima, žabicama, resama, gajtanima, čipkom, dugmićima.
Veoma bitan faktor predstavljali su šeširi. Pošto je i sama frizura promenila svoj izgled i postala znatno duža i talasasta, bilo je neophodno napraviti šešir prilagođen njenom obliku, ali i koji bi takođe naglašavao sve kvalitete osobe koja ga nosi. Od šešira nosili su se i turbani, toke, šeširi sa dugackom kilotom i malim obodom. Oni su bili bogato ukrašeni i inspiridsni modnim detaljima iz predhodnog veka. Dok je postojala čitava paleta različitih šešira, obuća nije toliko menjala i nije imala brojne varijacije. Nošene su špicaste cipele, sa petom koja se sužava na kraju. Takođe pojavljuju se novi veštački materijali, najlon čarape, kao i prva torba sa ručkom koja se mogla prebaciti preko ramena. Ženstvenost ovog novog stila, izazvala je vraćenje korseta i steznika.
Sa druge strane novi, veštački materijali ne doživljavaju ekspanziju samo u tekstilnoj inustriji, već od njih počinje da se obrađuje i pravi nakit i aksesoar.